# Farní sbor Slezské církve evangelické augsburského vyznání ve Frýdku-Místku
Farní sbor Slezské církve evangelické augsburského vyznání ve Frýdku-Místku je sborem Slezské církve evangelické augsburského vyznání ve Frýdku-Místku. Sbor spadá pod Frýdecký seniorát.

## Dějiny sboru
V roce 1911 byl ve Frýdku postaven evangelický kostel v novogotickém slohu s podporou daru „Díla Gustava Adolfa“ (Gustav-Adolf-Werk, diaspora evangelické církve v Německu, založená v roce 1832) v Lipsku, určený pro dělníky Karlovy huti a polské, německé a české evangelíky ze středního a východního Těšínska.
Slezští evangelíci augsburského vyznání na Těšínsku se po roce 1920 zorganizovali v samostatný seniorát a později se zcela osamostatnili. Slezská církev evangelická augsburského vyznání (SCEAV) vznikla 24. května 1923. 
Po roce 1945 byl ve Frýdku státními úřady zrušen lutherský sbor německé církve evangelické augsburského vyznání a evangelický kostel s farou byl v roce 1952 přidělen sboru Českobratrské církvi evangelické (ČCE). Po několika letech jednání v něm byly v roce 1968 povoleny evangelické – lutherské bohoslužby (v jazyce českém), a to 1x měsíčně a o svátcích.
V 70. letech 20. století byla ve Frýdku založena kazatelská stanice. Značný podíl na jejím založení měla Emilie Heczková z Lískovce s kruhem dalších bratří a sester, pastor Vladislav Santarius, vedení SCEAV a začínající vikář Stanislav Piętak z Havířova.
V letech 1980–1990 se přistěhovalo na nová sídliště do města několik mladých rodin věřících ze sborů z Těšínska, které se scházely po domácnostech. Bohoslužby probíhaly 2x měsíčně.
Na synodu SCEAV došlo 21. ledna 1994 ke schválení vzniku samostatného sboru SCEAV ve Frýdku-Místku. V tomto roce byl také nedaleko kostela na Smetanově ulici zakoupen dům, který byl věřícími přestavěn na sborový dům se sálem na konání bohoslužeb a bytem pro pastora sboru. Do Frýdku přišel vikář Tomáš Tyrlík, který společně se seniorem Bohuslavem Kokotkem z Třanovic sloužil 19. června 1994 první bohoslužby ve sborovém domě.
Na Synodu církve v roce 1998 bylo rozhodnuto o rozdělení sborů do seniorátů. Vznikl frýdecký seniorát, novým seniorem se stal pastor Tomáš Tyrlík.
16. listopadu 2003 byl instalován na pastora sboru Miroslav Sikora, v září 2013 nastoupil do frýdeckého sboru na místo pastora vikář Lukáš Borecki.
V roce 2016 začaly práce na přístavbě sborového domu, která je řešením již nevyhovujících vnitřních prostorů.